# Bataille de Zikim
Ne doit pas être confondu avec Bataille de Réïm ou Bataille de Sdérot.
La bataille de Zikim (en hébreu : קרב זיקים ; en arabe : معركة زيكيم) commence le 7 octobre 2023, lorsque le Hamas lance une attaque à grande échelle dans le sud d'Israël. La bataille s'est déroulée dans le kibboutz de Zikim et la base militaire Bahad 4.

## Assaut du 7 octobre
Le matin du 7 octobre à 4 h 40 GMT, le Hamas envoie plusieurs bateaux depuis la bande de Gaza pour se rendre sur les plages de Zikim. Deux canots pneumatiques et deux autres bateaux sont détruits par le 916e escadron de patrouille de la base navale d'Ashdod alors qu'ils s'y rendent, tandis que le reste des assaillants débarquent sur la plage de Zikim. Une brèche dans la barrière entre la bande de Gaza et Israël est également ouverte à environ 1,5 kilomètre au sud de Bahad 4, à peu près au même moment où les terroristes du Hamas la traversent.
Les terroristes du Hamas prennent d'assaut Bahad 4, une base d'entraînement pour les recrues militaires de base de Tsahal. La majorité des soldats de la base d’entraînement n'étaient dans l’armée israélienne que depuis quatre semaines. Les soldats vétérans de la base ont combattu les assaillants tandis que des recrues moins expérimentées se sont cachées alors que les combats ont duré plusieurs heures.
À 7 h 0, Tsahal publie une déclaration selon laquelle Bahad 4 est assaillie et perdue. Par la suite, les terroristes du Hamas se dirigent vers le kibboutz mais ils sont repoussés par des civils armés, certains étant des officiers en congé. Les affrontements à l'intérieur du kibboutz se poursuivent après le 7 octobre.

## Affrontements postérieurs
Le matin du 8 octobre, le 916e escadron de patrouille tue cinq terroristes du Hamas sur la plage de Zikim.
Le 10 octobre, le conseil régional du Hof Ashkelon déclare que les forces israéliennes combattent des terroristes palestiniens près du carrefour du pipeline Trans-Israël,[réf. nécessaire].
Le 11 octobre, Tsahal affirme avoir tué huit terroristes du Hamas à Zikim,.